# Bengt Karlsson (Bjälboättens oäkta gren)
Bengt Karlsson (Bjälboättens oäkta gren), född på 1300-talet, död efter 1411, var en svensk riddare och häradshövding.

## Biografi
Bengt Karlsson (Bjälboättens oäkta gren) var  son till Karl Magnusson (Bjälboättens oäkta gren) och Cecilia Birgersdotter (huvud). Han nämns första gången 1362 och blev mellan 1389–1391 riddare. Bengt Karlsson var från 1403 till 1411 häradshövding i Siende härad.

### Egendom
Bengt Karlsson ägde jord i Rasbo härad i Uppland, i Jönåkers härad i Södermanland och i Siende härad i Västmanland.

### Familj
Bengt Karlsson var 22 januari 1408 gift med Ingrid Ragvaldsdotter (Lindöätten), dotter till riddaren Ragvald Filipsson (Lindöätten) och Helena Bengtsdotter (Aspenäsätten). De fick tillsammans riddaren, riksrådet Gregers Bengtsson (Bjälboättens oäkta gren).